# Aleksandrs Leimanis
Aleksandrs Leimanis né le 17 septembre 1913 dans le Gouvernement de Smolensk sous Empire russe et décédé 17 juin 1990 à Riga en Lettonie est un réalisateur et scénariste letton et soviétique qui tournait principalement les films d'aventure. Il a également apparu dans quelques épisodes dans ses films. 

## Biographie
Leimanis est né dans le village Gavrilovo. En 1939, il est diplômé de l'Académie russe des arts du théâtre de Moscou. Pendant la Seconde Guerre mondiale, il travaille successivement dans les théâtres de Tcheboksary, Semipalatinsk, Omsk.
Il arrive en Lettonie en 1944 où il intègre la troupe du Théâtre Dailes.
De 1948 à 1973, Leimanis était professeur à la faculté d'art dramatique du Conservatoire national où parmi ses élèves étaient Jānis Streičs et Ēriks Lācis. Il était metteur en scène au Nouveau théâtre de Riga (1946-1947) et au Théâtre de Jelgava (1952-1953). À partir de 1954, il travaillait à Riga Film Studio. Sous sa direction plus de 50 film ont été doublés en langue lettonne. Il s'est distingué avec les films Cielaviņas armija atkal cīnās (1968), Vella kalpi (1970), Serviteurs du diable au moulin du diable (lv) (1972).
À la fin de la vie, le cinéaste avouait que la plupart de ses projets n'ont pas pu être réalisés à cause de la censure communiste, d'autres ont été confiés à ses collègues. Il quitte la profession en 1987, avec ressentiment.
Leimanis était marié avec l'actrice Baiba Indriksone. Son fils, Aivars Leimanis né en 1958 est danseur du ballet et chorégraphe. 
Aleksandrs Leimanis est inhumé au Cimetière de la Forêt à Riga.

## Prix et hommages
1973 - artiste du peuple de la République socialiste soviétique de Lettonie.

## Filmographie

### Dokumentaires
- 1968 : Vecie labie laiki

### Fictions
- 1959 : Atzītā kļūda (court métrage)
- 1964 : Cielaviņas armija
- 1965 : "Tobago" maina kursu
- 1968 : Cielaviņas armija atkal cīnās
- 1970 : Les Serviteurs de Vella (lv)
- 1972 : Vella kalpi Vella dzirnavās
- 1973 : Oļegs un Aina (téléfilm)
- 1975 : Melnā vēža spīlēs
- 1979 : Atklātā pasaule

### Acteur
- 1967 : Kapteiņa Enriko pulkstenis (Jānis Streičs et Ēriks Lācis) - épisode
- 1972 : Vella kalpi Vella dzirnavās - épisode
- 1978 : Teātris de Jānis Streičs - prêtre
- 1979 : Nepabeigtās vakariņas (Jānis Streičs) - l'inspecteur Mogensens